# Ducati Streetfighter

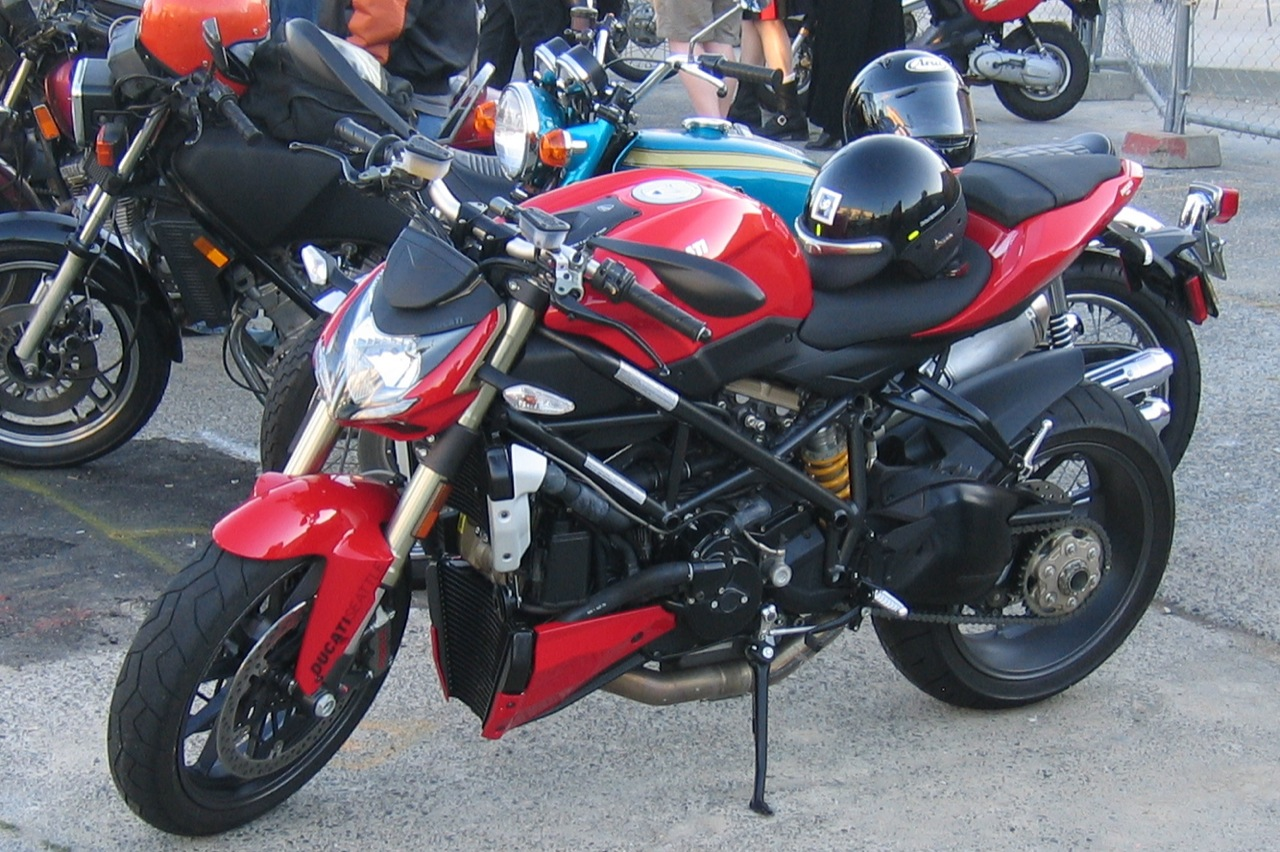
Ducati Streetfighter

Ducati Streetfighter je motocykl kategorie streetfighter/naked bike, vyvinutý firmou Ducati na základě motocyklu Ducati 1098. Vyráběný byl v letech 2009–2015 ve verzích 848, 1098 a Streetfighter S.

## Technické parametry
- Rám: příhradový z ocelových trubek
- Motor: vidlicový, 2 válce, 8 ventilů, desmo rozvod
- Objem: 1099 cm³
- Výkon: 114 kw/155 hp při 9500 ot/min
- Suchá hmotnost: 169 kg
- Maximální rychlost: 260 km/h